# Báró
A báró a középkori Nyugat-, Közép- és Dél-Európában a királytól közvetlenül függő feudális nagybirtokosok, az uralkodó osztály legfelső rétegének megjelölése volt. Az újkorban az uralkodó által adományozott öröklődő főnemesi címmé vált.

## A bárói tisztség és cím Európában

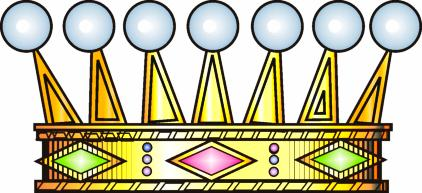
Bárói korona

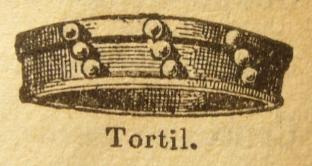
Régi bárói korona

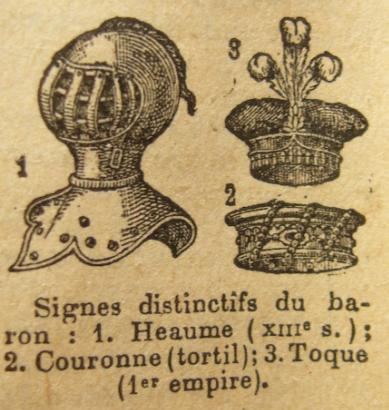
A bárói rang jelölése a francia heraldikában

A szó a frank baro szóból származik, amely eredetileg „teherhordó, fegyverhordó harcost” jelenthetett, az ógermán bera, beran, „hordani” igéből. Más elméletek szerint a szó az ógermán bar, azaz „szabad” – lásd a rokon latin vir szót – vagyis „férfi”, „ember” szóból is származott. 
A baro, baron, barone Nyugat-Európában a középkorban a királytól közvetlenül függő nagyhűbéresek (vazallusok, lovagok) elnevezése volt. Először a normann politikai rendszerben alakult ki a fogalom azokra, akik hűbéruradalmaikat (baronagium, baronia) akár hivatalként (honor), akár öröklődően kapták az uralkodótól, mint annak legközvetlenebb hívei. Ez terjedt tovább Angliába, illetve Dél-Itáliába, és hasonló érvényesült Katalóniában is. Angliában a 13. századtól megkülönböztették a nagyobb (maior) és kisebb (minor) bárókat. Az előbbieket a legnagyobb baroniák birtokosaként személyesen idézték a kúriába, míg az utóbbiak a király egyszerű hűbéresei voltak.
A báró a 16. századtól öröklődő főnemesi címmé vált. Németországban a Baron vagy más néven Freiherr cím tulajdonosai a nemesség külön rendjét alkották, akik rangban az egyházi és világi fejedelmek (Fürsten) után következtek.
A bárók rangkoronája 12 ágú volt, ebből hét látszik a címerpajzsokon.

## Magyarországon

### Az országbárók
A bárók vagy más néven országbárók (latinul barones regni) a középkori Magyar Királyság legfontosabb tisztségviselői, vezető politikusai, a királyi tanács tagjai voltak. Zászlósuraknak is nevezték őket, mivel a banderiális hadszervezet korában bandérium tartására voltak kötelezve.
Bárói méltóságok Luxemburgi Zsigmond idejében:
- nádorispán (comes palatinus)
- erdélyi vajda (woyuoda Transsiluanus)
- országbíró (iudex curiae regiae)
- Horvátország, Szlavónia, Dalmácia, Macsó és Szörény bánjai (bani)
- tárnokmester (magister tavernicorum)
- ajtónállómester (ianitorum regalium magister)
- asztalnokmester (dapiferorum regalium magister)
- pohárnokmester (pincernarum regalium magister)
- lovászmester (agasonum regalium magister)
- a pozsonyi és a temesi ispán
- kincstartó (summus thesaurarius)
- székelyek ispánja (comes Siculorum)
- titkos kancellár

Magyarország érsekeit és püspökeit, akik címüknél fogva szintén automatikusan a királyi tanács tagjai voltak, egyházi báróknak is nevezték. IV. Béla uralkodása alatt a királyi kardhordozó (ensifer regis), Károly Róbert idején pedig királyi zászlótartó (signifer regis) is az országbárók sorába tartozott.

### Az öröklődő bárói cím
A bárói cím új örökletes formáját az 1498. évi XXII. törvénycikk intézményi szinten is elfogadta. A király a 16. század elejétől egyes, nem a főnemesi réteghez tartozó személyeknek is örökletes bárói címet adományozott. Még a Habsburgok trónra lépése előtt nyerte el a címet az enyingi Török, a bélteki Drágffy, és az ákosházi Sárkány család. Ez fontos lépés volt az örökös főrendiség kialakulása útján. Ennek ellenére a 16. században még elsősorban a birtok nagysága és a viselt tisztség tett valakit igazi főúrrá. Több bárói rangra emelt család, így a Horváth-Stansicsok, Csesznekyek, Istvánffyak, Melithek nem is használták bárói címüket.
Az öröklődő bárói cím akkor vált igazán jelentőssé, amikor 1608-ban törvénybe iktatták, hogy minden báró a felsőtábla tagja és jogosult a „nagyságos” címre. A 17. századtól, a grófi cím elterjedése után a báró a grófoknál alacsonyabb rangú főrendiek címévé alakult.
A kiegyezés (1867) után polgári származásúakat, köztük több nagyiparost is bárói rangra emeltek. A címet Magyarországon 1918-ig adományozták, de külföldi uralkodóktól ezután is kaptak magyar származású személyek örökletes bárói címet, így lett például Tarczaly Kornél olasz, Lámfalussy Sándor belga báró. Néhány magyar (például Balogh Tamás) angol bárói címet kapott, de ez nem örökletes főrendi cím.

### A bárói cím és rang megszüntetése
Magyarországon a bárói címeket – más rangokhoz és címekhez hasonlóan – az 1947. évi IV. törvény  megszüntette és használatukat megtiltotta. Egyes körökben azonban a címek használata ennek ellenére újból terjed.[forrás?]